# Grand Prix d’Horlogerie de Genève

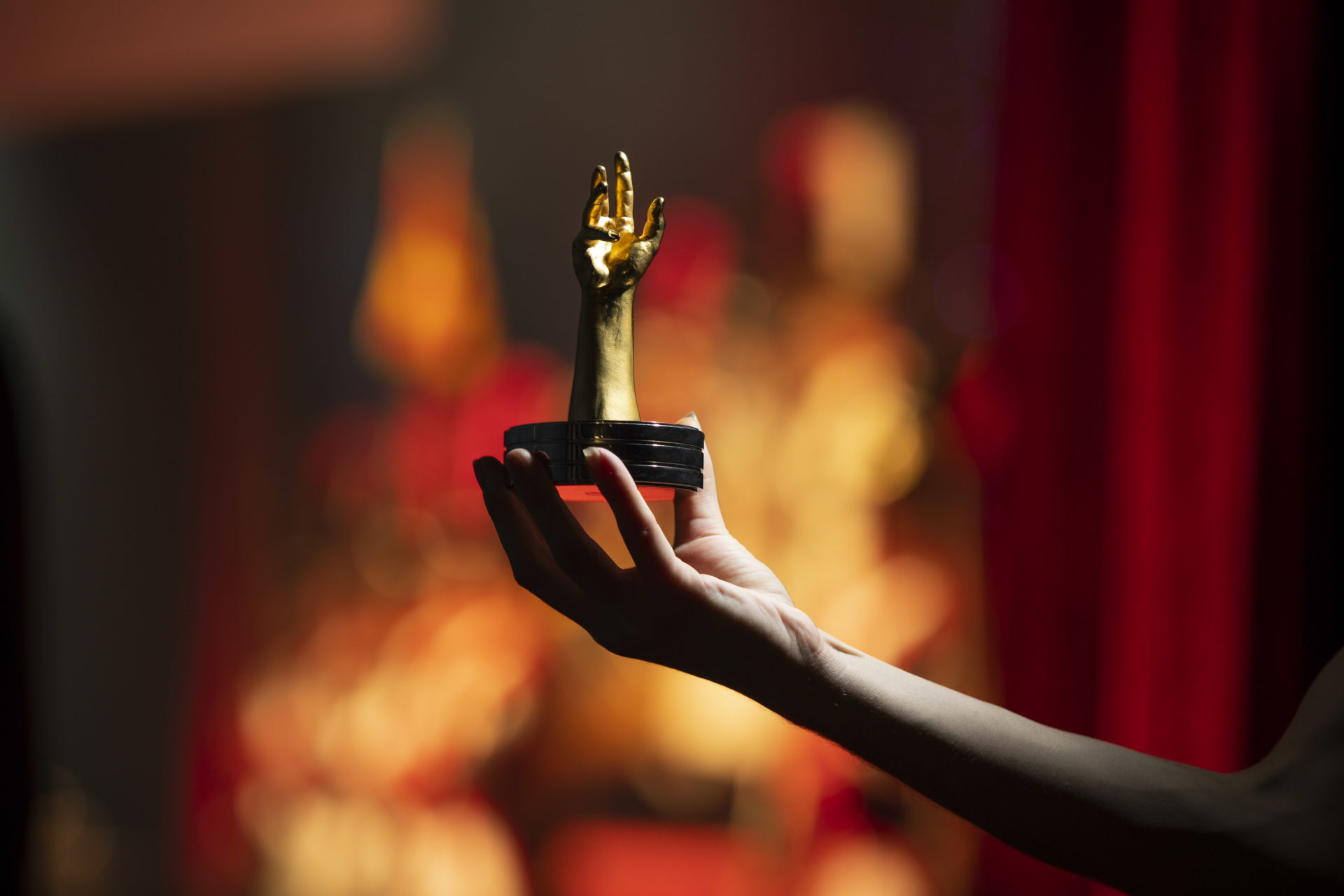

Der Grand Prix d’Horlogerie de Genève – GPHG (dt. Der Grosse Preis der Uhrmacherei von Genf) ist ein Preis, der vom Verband der Schweizerischen Uhrenindustrie FH seit dem Jahr 2000 in Genf verliehen wird.
Obwohl der Preis relativ jung ist, ist er für die Uhrenindustrie prestigeträchtig, da in dem Verband über 90 % der Schweizer Uhren- und Uhrenbestandteilehersteller vertreten sind.
Seit 2011 wird die Veranstaltung von der "Fondation du Grand Prix d’Horlogerie de Genève", einer eigens dafür geschaffenen Stiftung organisiert. Die 5 Stiftungsmitglieder sind: Republik und Kanton Genf, Die Stadt Genf, Das internationale Uhrenmuseum in La Chaux-de-Fonds MIH, das "Laboratoire d’Horlogerie et de Microtechnique de Genève" (Timelab) und die Gruppe Edipress.
Der Grand Prix d’Horlogerie de Genève (GPHG) gilt heute als der renommierteste Award in der Welt der mechanischen Luxusuhren. Er wird in 21 Kategorien verliehen.
Der Preis soll eine jährliche Anerkennung für die Uhrmacherkunst geben, wichtigste Kategorie ist die Aiguille d’Or (dt. Goldener Zeiger).

## Preisträger 2007
In folgenden Kategorien wurden Preise verliehen:
- Großer Preis der Goldene Zeiger: Richard Mille für die RM012
- Besondere Auszeichnung der Jury (Prix spécial du jury): Jaeger-LeCoultre für die Reverso Grande Complication à Triptyque
- Bester Uhrmacher: Jean-Marc Wiederrecht (Agenhor SA)
- Preis für Damenuhren: Cartier für die Ballon Bleu
- Preis für Herrenuhr: Kari Voutilainen für die Observatoire
- Preis für Uhren-Design: Audemars Piguet für die Millenary Watch mit Deadbeat Seconds
- Preis Juwelier-Uhr: Hublot für die One Million $ BB
- Preis für Uhren-Complication: Harry Winston für den Tourbillon Glissière
- Preis für Sport-Uhr: Audemars Piguet für die Chronographe Royal Oak Offshore Alinghi Team
- Publikums-Preis: Zenith für die Defy Xtreme Open Stealth[4]